# Przywództwo polityczne
Przywództwo polityczne − pojęcie z zakresu politologii oraz socjologii polityki. Oznacza relację pomiędzy przywódcą politycznym a jego (jej) zwolennikami, zachodzącą w określonym otoczeniu, zaś głównym polem działań jest sfera polityki. 
Przywódca polityczny oznacza osobę, który dzięki specyficznym cechom osobowości lub dzięki zajmowanemu stanowisku inicjuje, kieruje, zespala działalność tej grupy. Przywódcą politycznym można zostać poprzez wpływ autorytetu osobistego lub instytucjonalnego. 
Istotne jest, aby rozdzielić pojęcie przywódcy politycznego pozostałych pokrewnych terminów: lidera, wodza, władcy, władzy. 
Przywództwo polityczne opiera się na umiejętności pozyskiwania zwolenników poprzez przekonanie o istnieniu wspólnych celów, wartości oraz aspiracji.
Do głównych zadań przywódcy politycznego należy podejmowanie decyzji dotyczących podziału zasobów lub przyjmowania strategii działania. Każda sytuacja, w której znajduje się osoba podejmująca decyzje jest uzależniona od uwarunkowań kontekstowych. Wymienić tu można istnienie sformalizowanych reguł podejmowania decyzji, opozycji, natura przekonań politycznych, zakres odpowiedzialności za podjęte decyzje, dostępne środki działania, charakter miejsca i czasu. Do tych ograniczeń należą np. w systemach demokratycznych mechanizmy wzajemnej kontroli i oddziaływania władzy wykonawczej, ustawodawczej i sądowniczej, również zapisy ordynacji wyborczej wpływają na decyzje przywódcy politycznego. Odmienna sytuacja jest wtedy, gdy przywódca polityczny został na swoje stanowisko powołany przez inną osobę. By zyskać możliwość wpływu na kierowaną przez siebie organizację przywódca polityczny musi spełnić poniższe warunki: wyróżnić te kwestie, na których zależy jego promotorowi i te, co do których mocodawca jest obojętny, zdobyć własnych zwolenników, którzy zapewnią mu indywidualny wpływ oraz stać się niezbędnym dla tych, którzy go mianowali.
Bardzo ważna dla przywódcy politycznego jest również kwestia istnienia opozycji i jej charakter. Jeśli jest ona silnie zakorzeniona w środowisku, to przydatne okazać się mogą sformalizowane procedury np. głosowanie nad wotum zaufania. Jeśli nie istnieją, przywódca polityczny jest zmuszony do zawierania koalicji bądź ustępstw. Ograniczeniem przy podejmowaniu decyzji może być także system norm i przekonań, wyznawanych przez daną grupę społeczną. Ideałem byłaby sytuacja, w której system wartości i celów rządzonych pokrywałby się z programem działania przywódcy politycznego. W takim przypadku uzyskałby on pełne poparcie i aprobatę dla swoich działań. Jednak w rzeczywistości jest inaczej i przywódca polityczny musi zmodyfikować swój program lub zmienić grupę stronników, nim ci zmienią jego.

## Przywódca polityczny
Określanie danej osoby jako przywódcy politycznego odbywa się w dwojaki sposób:
- pozycyjny - wówczas przywódca polityczny stoi na czele formalnej grupy dążącej do realizacji celów politycznych
- behawioralny - wówczas przywódcą politycznym jest ta osoba, która ma największy wpływ na decyzje podejmowane przez grupę, zarówno formalną jak i nieformalną.

## Wyłanianie przywódcy politycznego
Wyłanianie przywódców politycznych może dokonać ze względu na wpływ następujących czynników:
- sprzyjające okoliczności miejsca i czasu
- indywidualne cechy charakteru
- wynik interakcji grupowych

## Typy przywódców politycznych
Typy przywódców politycznych wyróżniamy ze względu na typ stanowiska lub organizacji, której przewodzi. Stąd można mówić o następujących typach 
- przywództwo partyjne - przywódcą jest osoba stojąca na czele partii
- przywództwo prezydenckie - przywódcą jest prezydent
- przywództwo rządowe - przywódcą jest premier

## Literatura
Do najważniejszych pozycji z zakresu przywództwa politycznego w polskiej literaturze należy zaliczyć:
Monografie:
- Biernat T., Józef Piłsudski – Lech Wałęsa. Paradoks charyzmatycznego przywództwa, Toruń 2000.
- Wiatr J.J., Przywództwo polityczne. Studium politologiczne, Łódź 2008.
- Hartliński, M, Przywództwo polityczne. Wprowadzenie, Olsztyn 2012.

Publikacje zbiorowe:
- Przywództwo polityczne, pod red. T. Bodio, Warszawa 2001.
- Przywództwo polityczne. Teorie i rzeczywistość, pod red. L. Rubisza, K. Zuby, Toruń 2004.
- Model przywództwa. Wymiar lokalny, krajowy, międzynarodowy, pod red. A.K. Piaseckiego, Kraków 2006.
- Dokąd zmierza Europa. Przywództwo, idee, wartości, pod red. H. Taborskiej, J.S. Wojciechowskiego, Pułtusk 2007.
- Przywództwo lokalne a kształtowanie demokracji partycypacyjnej, pod red. S. Michałowskiego, K. Kuć-Czajkowskiej, Lublin 2008.
- Partie polityczne - przywództwo partyjne, pod red. J. Sielskiego, M. Czerwińskiego, Toruń 2008.
- Przywódcy i przywództwo we współczesnej Afryce, pod red. A. Żukowskiego, Olsztyn 2008.